# Ciseau à bois
Pour les articles homonymes, voir ciseau (homonymie).

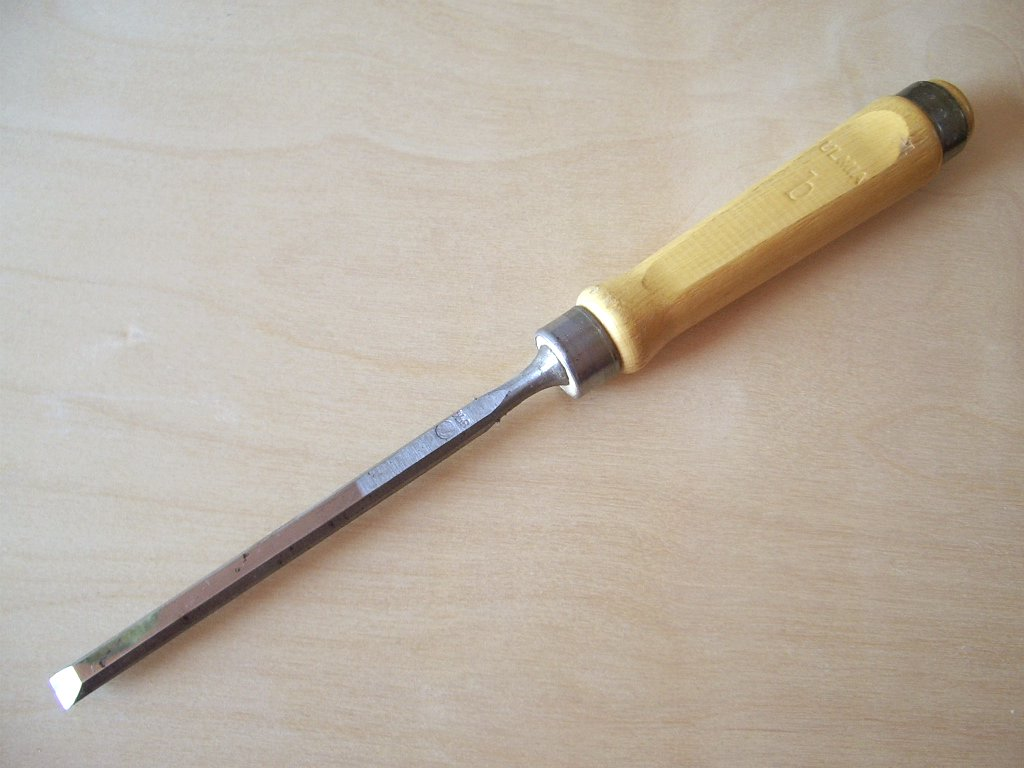
Ciseau à bois.

Le ciseau à bois est un outil de menuisier, d'ébéniste, de luthier ou encore de charpentier. Il est composé d'une lame en acier trempé, appelée planche, dont une des extrémités est taillée en biseau et extrêmement affûtée pour permettre le travail du bois. L'autre extrémité, appelée soie, est fichée dans l'axe d'un manche, en bois ou en matière synthétique, pour une meilleure prise en main. Lorsque le manche est en bois, il est cerclé de bagues métalliques, appelées « viroles », à chaque extrémité pour éviter que le bois n'éclate. Traditionnellement, les manches de ciseaux à bois étaient façonnés dans du charme, pour la solidité.
Le ciseau est un outil fragile, l'extrémité du manche est frappé avec la paume de la main (non recommandé car, à long terme, cela engendre de très sérieuses maladies osseuses) ou d'un maillet pour faciliter la pénétration. Le biseau du ciseau est toujours rectiligne, la planche peut être évidée dans le cas des ciseaux à bois de fabrication japonaise.